# آرتور هاردینگ
سر آرتور هنری هاردینگ (۱۲ اکتبر ۱۸۵۹–۲۷ دسامبر ۱۹۳۳) (به انگلیسی: Arthur Henry Hardinge) دیپلمات انگلیسی، سفیر انگلیس در ایران و اولین کمیسر تحت‌الحمایگی شرق آفریقا بود. کتاب وی با عنوان خاطرات سیاسی هاردینگ با ترجمه جواد شیخ الاسلامی منتشر شده است.

## خانواده و تحصیلات
هاردینگ در ۱۲ اکتبر ۱۸۵۹ در لندن متولد شد، پسر ژنرال سر آرتور ادوارد هاردینگ (۱۸۲۸–۱۸۹۲) فرمانده ارتش بمبئی و فرماندار جبل الطارق بود. او به زبان‌های اسپانیایی و فرانسوی مسلط بوده و در دانشگاه آکسفورد تاریخ مدرن را تحصیل کرد.

## فعالیت‌های اداری
هاردینگ در سال ۱۸۸۰ وارد وزارت امور خارجه شد و در اولین مأموریت خود به مادرید رفت وی سپس برای مدتی به عنوان منشی وزیر امور خارجه لرد سالزبری عمل کردوی سپس به عنوان دستیار شخصی رابرت موریر سفیر بریتانیا در سن پترزبورگ روسیه منصوب شد.
وی سپس در استانبول بعد بخارست فعالیت‌های دیپلماتیک خود را ادامه داد. بعد از آن در سال ۱۸۹۱ به عنوان سرکنسول موقت در قاهره، مصر و در سال ۱۸۹۴ او به عنوان سرکنسول در زنگبار منصوب شد. وی سپس و در سال‌های ۱۸۹۵–۱۹۰۰ به عنوان کمیسر تحت‌الحمایگی آفریقای شرقی بریتانیا ارتقا یافت و در آنجا بر ساخت راه‌آهن اوگاندا و سرکوب شورش قومی عربی نظارت داشت. وی سپس در اکتبر ۱۹۰۰ او به عنوان سرکنسول و بعد به وزیرمختار بریتانیا در ایران ارتقا یافت و تا سال ۱۹۰۶ در تهران ماند و بر اهمیت متوقف کردن روسیه تزاری برای جلب حمایت دولت ایران تأکید داشت. وی سپس به عنوان وزیرمختار بلژیک در سال‌های ۱۹۰۶–۱۹۱۱ و بعداً به عنوان وزیرمختار در پرتغال در سال‌های ۱۹۱۱–۱۹۱۳ و سفیر در اسپانیا در سال‌های ۱۹۱۳–۱۹۱۹فعالیت کرد. او در سال ۱۹۲۰ در سن ۶۱ سالگی بازنشسته شد.

## کتب
او نویسنده چندین کتاب از جمله زندگی لرد کارنارون (۱۹۲۵) Life of Lord Carnarvon و دو جلد زندگینامه یک دیپلمات در اروپا (۱۹۲۷)A Diplomatist in Europe و یک دیپلمات در شرق A Diplomatist in the East. است.